# Patricia Madrid
Patricia Madrid (Montevideo, 26 de octubre de 1984) es una periodista, locutora y presentadora uruguaya.

## Biografía
Licenciada en Comunicación Social, se dedica al periodismo de investigación. Comenzó su carrera en el Canal 10 y ha trabajado en otros medios de prensa. Entre 2012 y 2014 participó en el programa Santo y seña de Canal 4, conducido a Ignacio Álvarez y trabajó en Radio Oriental junto a Jorge Traverso. Fue editora del diario El Observador y es conductora del programa Entrevista que se emite por Observador TV.

## Trayectoria
Es coconductora del programa de investigación periodística Así nos va de Radio Carve (AM850), junto a Viviana Ruggiero.
En 2016, Madrid realizó una investigación que incluyó contactos con la Universidad de La Habana, para concluir que el vicepresidente Raúl Sendic nunca había recibido el título de licenciado en genética que afirmaba ostentar. Al año siguiente, Madrid y Ruggiero publicaron Sendic: La carrera del hijo pródigo, en la editorial Planeta. una investigación sobre Sendic, quien renunció a su cargo de vicepresidente de la República el 13 de septiembre de 2017. El libro está centrado en su gestión al frente de ANCAP.
En 2021 es participante de la segunda temporada de MasterChef Celebrity.
Desde 2019 forma parte del programa televisivo Polémica en el bar en Uruguay y en 2024 pasa a ser presentadora.

## Premios
En 2019, ganó el premio Iris al periodístico en radio, junto a Ruggiero, por su trabajo en Así nos va en radio Carve.